# Zetia
Zetia, Zetea o Zeteo (en griego, Ζοιτία, Ζοιτέα) fue una antigua ciudad griega situada en Arcadia.
Según la mitología griega, la ciudad fue fundada por Zeteo, hijo de Tricolono y nieto de Licaón.
Pausanias dice que fue una de las poblaciones pertenecientes al territorio de los eutresios que se unieron para poblar Megalópolis.
Pausanias añade que estaba a diez estadios de Paroria y a quince de Tricolonos y que en su tiempo la ciudad se encontraba abandonada, aunque se conservaba un templo de Deméter y Ártemis.